# Gravity (canção de James Brown)
"Gravity" é uma canção escrita por Dan Hartman e Charlie Midnight e gravada por James Brown. Aparece no álbum de Brown de 1986  Gravity. Também foi lançada como single e alcançou o número 26 da parada R&B e número  93 da parada Pop.

## Créditos
- James Brown: Vocais
- Dan Hartman: Guitarras, teclados, programação
- T. M. Stevens: Baixo, vocais de apoio
- Ray Marchica: Bateria
- The Uptown Horns (Arno Hecht, Bob Funk, Crispin Cioe, "Hollywood" Paul Litteral): Instrumentos
- Chris Lord-Alge - Mixagem